# R. Madhavan
Ranganathan Madhavan (Jamshedpur, 1º giugno 1970) è un attore, sceneggiatore e produttore cinematografico indiano.

## Biografia
Madhavan ha vinto un Filmfare Awards, un riconoscimento dal Tamil Nadu State Film Awards insieme a riconoscimenti e nomination da altre organizzazioni. È stato descritto come uno dei pochi attori in India che è stato in grado di ottenere apprezzamenti al di fuori del pubblico indiano, essendo apparso in pellicole tradotte in almeno sette lingue.
Fra i suoi film più importanti Rehna Hai Tere Dil Mein del 2001, Kannathil Muthamittal e Run del 2002, Anbe Sivam del 2003, Aayutha Ezhuthu del 2004, Evano Oruvan del 2007, Yavarum Nalam del 2009 e 3 Idiots del 2010.
Madhavan è stato anche il testimonial di numerosi marchi in numerose campagne pubblicitarie, oltre ad essere stato conduttore per importanti trasmissioni televisive indiane, e soprattutto Deal Ya No Deal nel 2006. Madhavan è anche uno dei principali portavoce della PETA in India, ed è apparso in molti eventi organizzati dall'associazione. Madhavan possiede una propria compagnie di produzione cinematografica, chiamata Leukos Films, che nel 2007 ha prodotto Evano Oruvan.
Il 2 settembre 2023 è stato nominato presidente del Film and Television Institute of India.

## Filmografia

### Attore

#### Cinema
- Is Raat Ki Subah Nahin, regia di Sudhir Mishra (1996)
- Inferno, regia di Fred Olen Ray (1997)
- Alai Payuthey, regia di Mani Ratnam (2000)
- Ennavale, regia di J. Suresh (2001)
- Minnale, regia di Gautham Menon (2001)
- Rehnaa Hai Terre Dil Mein, regia di Gautham Menon (2001)
- Dum Dum Dum, regia di Azhagam Perumal (2001)
- Paarthale Paravasam, regia di Kailasam Balachander (2001)
- Laysa Laysa, regia di Priyadarshan (2002)
- Kannathil Muthamittal, regia di Mani Ratnam (2002)
- Dil Vil Pyar Vyar, regia di Anant Mahadevan (2002)
- Run, regia di Namalvar Lingusamy (2002)
- Priyamana Thozhi, regia di Vikraman (2003)
- Anbe Sivam, regia di Sundar C. (2003)
- Jay Jay, regia di Saran (2003)
- Nala Damayanthi, regia di Mouli (2003)
- Aethiree, regia di K. S. Ravikumar (2004)
- Ayitha Ezhuthu, regia di Mani Ratnam (2004)
- Nothing But Life, regia di Rajiv Anchal (2004)
- Priyasakhi, regia di K. S. Adhiyaman (2005)
- Ramji Londonwaley, regia di Sanjay Dayma (2005)
- Thambi, regia di Seeman (2005)
- Rang De Basanti, regia di Rakeysh Omprakash Mehra (2006)
- Rendu, regia di Sundar C. (2006)
- That Four-Letter Word, regia di Sudhish Kamath (2006)
- Guru, regia di Mani Ratnam (2007)
- Delhii Heights, regia di R. Anand Kumar (2007)
- Evano Oruvan, regia di Nishikant Kamat (2007)
- Aarya, regia di Balasekaran (2007)
- Halla Bol, regia di Rajkumar Santoshi (2008)
- Vaazhthugal, regia di Seeman (2008)
- Mumbai Meri Jaan, regia di Nishikant Kamat (2008)
- Tipu kanan tipu kiri, regia di Sharad Sharan (2008)
- Naan Aval Adhu, regia di Kona Venkat (2008)
- Yaavarum Nalam, regia di Vikram K. Kumar (2009)
- 13B: Fear Has a New Address, regia di Vikram K. Kumar (2009)
- Guru En Aalu, regia di Selva (2009)
- Sikandar, regia di Piyush Jha (2009)
- 3 Idiots, regia di Rajkumar Hirani (2009)
- Om Shanti, regia di Prakash Dantuluri (2010)
- Teen Patti, regia di Leena Yadav (2010)
- Jhootha Hi Sahi, regia di Abbas Tyrewala (2010)
- Manmadhan Ambu, regia di K.S. Ravikumar (2010)
- Tanu Weds Manu, regia di Aanand Rai (2011)
- Vettai, regia di N. Linguswamy (2012)
- Jodi Breakers, regia di Ashwini Chaudhary (2012)
- Sunglass, regia di Rituparno Ghosh (2013)
- Night of the Living Dead: Origins, regia di Zebediah De Soto (2015)
- Irudhi Suttru, regia di Sudha Kongara (2016)
- Vikram Vedha, regia di Pushkar–Gayathri (2017)
- Magalir Mattum, regia di Bramma G (2017)
- Savyasachi, regia di Chandoo Mondeti (2018)
- Zero, regia di Aanand L. Rai (2018)
- Nishabdham, regia di Hemant Madhukar (2020)
- Maara, regia di Dhilip Kumar (2021)
- Meri Awas Suno, regia di Prajesh Sen (2022)
- Rocketry: The Nambi Effect, regia di R. Madhavan (2022)
- Dhokha: Round D Corner, regia di Kookie Gulati (2022)

#### Televisione
- Yule Love Stories – serie TV, (1993)
- Banegi Apni Baat – serie TV, (1994-1998)
- A Mouthful of Sky – serie TV, (1995)
- Hum Dono – serie TV (1996)
- Yeh Kahan Aa Gaye Hum – serie TV, (1996)
- Badalte Rishte – serie TV, (1996)
- Sea Hawks – serie TV, (1997)
- Ghar Jamai – serie TV, (1997)
- Saaya – serie TV, (1998)
- Rishtey - Kashish – serie TV, (2000)

### Sceneggiatore
- Evano Oruvan, regia di Nishikant Kamat (2007)
- Ramji Londonwaley, regia di Sanjay Dayma (2005)